# Intuit
Intuit Inc. — американська компанія, виробник бухгалтерського програмного забезпечення, яке широко використовується малим бізнесом та приватними особами. Головний офіс компанії знаходиться у серці Кремнієвої долини — місті Маунтін-В'ю (Каліфорнія).
Intuit пропонує безкоштовний онлайн-сервіс під назвою Free File Turbotax, а також аналогічна названа послуга під назвою Turbotax Free Edition, яка не є безкоштовною для більшості користувачів. У 2019 році розслідування Propublica встановило, що Intuit навмисно керував платниками податків із безплатного файлу безкоштовного Turbotax до платного Turbotax Free Edition, використовуючи тактику, включаючи делікат пошукової системи та оманливу знижку, орієнтовану на членів військових.

## Історія
Компанія була заснована Скотт Кук та Том Проулкс у 1983 році у місті Пало-Альто (Каліфорнія).